# Cerco de Gaza
O Cerco de Gaza foi uma batalha decisiva na conquista do Egito por Alexandre, o Grande, no começo de sua invasão dos territórios persas. Este cerco aconteceu logo após a vitória macedônica na cidade de Tiro. O cerco começou em outubro, a 332 a.C..
O comandante persa Bátis esperava manter a cidade de Gaza, que ligava a Ásia menor ao Egito, dando tempo para que o rei Dario III pudesse reunir tropas para enfrentar Alexandre.
Por estar praticamente no meio do deserto, o cerco a Gaza foi fácil de ser arquitetado. Depois de algumas tentativas mal sucedidas, o líder macedônio, Alexandre, conseguiu romper as defesas inimigas e conquistou a cidade, controlando assim uma importante estrada que conectava a Síria e o Egito. Bátis e seus comandados resistiram intensamente mas depois de sofrerem várias baixas foram forçados a se render quando as forças gregas conquistaram as muralhas.
Esta vitória permitiu a Alexandre garantir o seu flanco, enquanto marchava com suas tropas pela costa do mediterrâneo, indo conquistar o Egito. Em seguida, ele foi até a Babilônia, onde submeteu o Império Persa ao seu controle.